# Ферлах
Ферлах (нім. Ferlach) — місто в федеральній землі Каринтія, Австрія.

## Сусідні муніципалітети
| Австрія | Це незавершена стаття з географії Австрії. Ви можете допомогти проєкту, виправивши або дописавши її. |